# Pacabtún
Pacabtún es una hacienda ubicada en la localidad de Mérida, municipio de Mérida, en Yucatán, México. Se encuentra en el fraccionamiento Pacabtún al oriente de la ciudad de Mérida, capital del estado de Yucatán. El nombre proviene de la antigüedad, cuando se ubican los establos en esta zona de la ciudad, los caballos producían un sonido al caminar que dio el nombre a la colonia (pa-cab-tun).

## Toponimia
El nombre (Pacabtún) proviene del idioma maya.

## Datos históricos
- En 1910 cambia su nombre de Pacabtún a Pacabtim.
- En 1921 cambia su nombre a Pacabtún.

## Galería

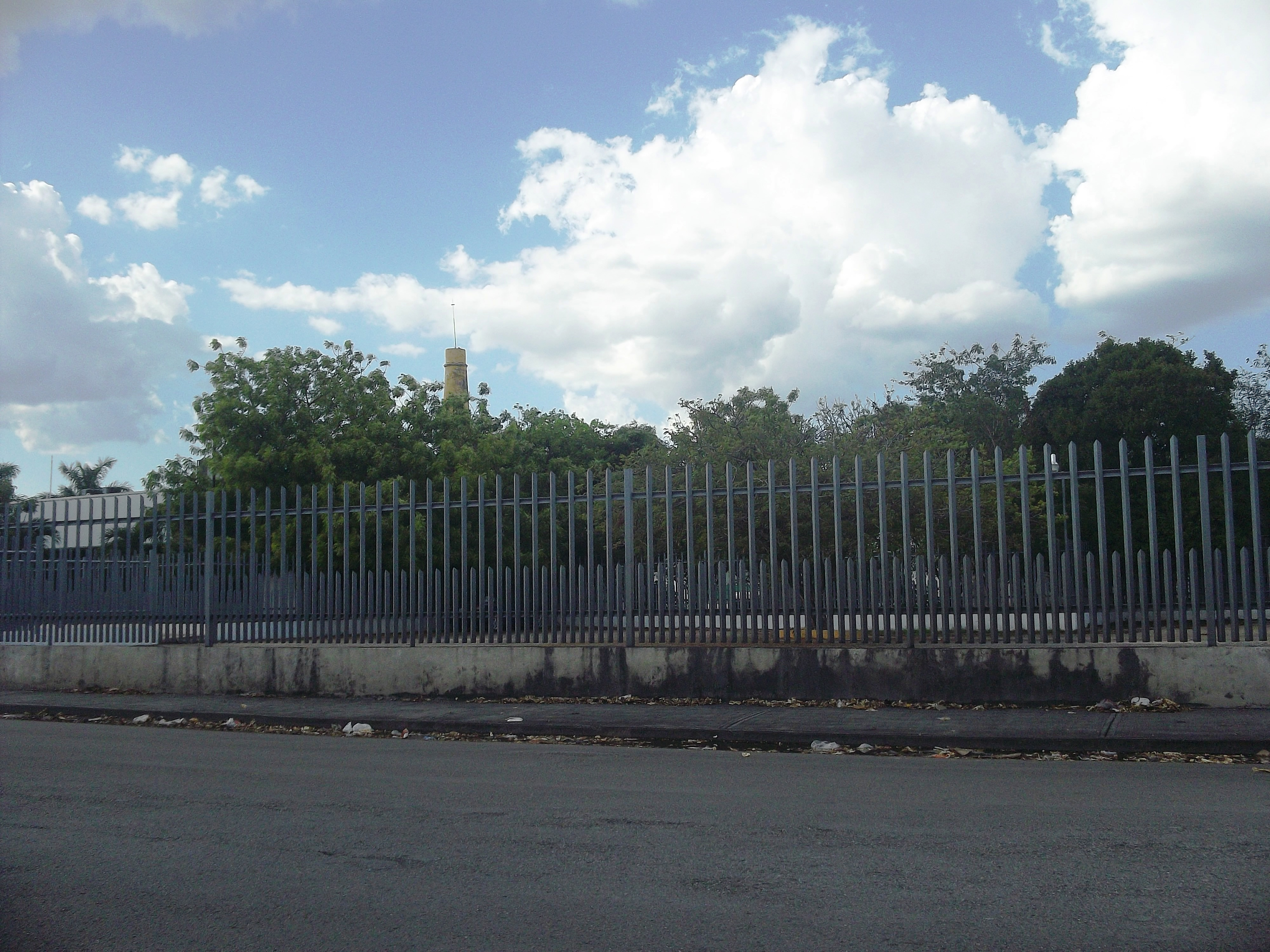
Chimenea.
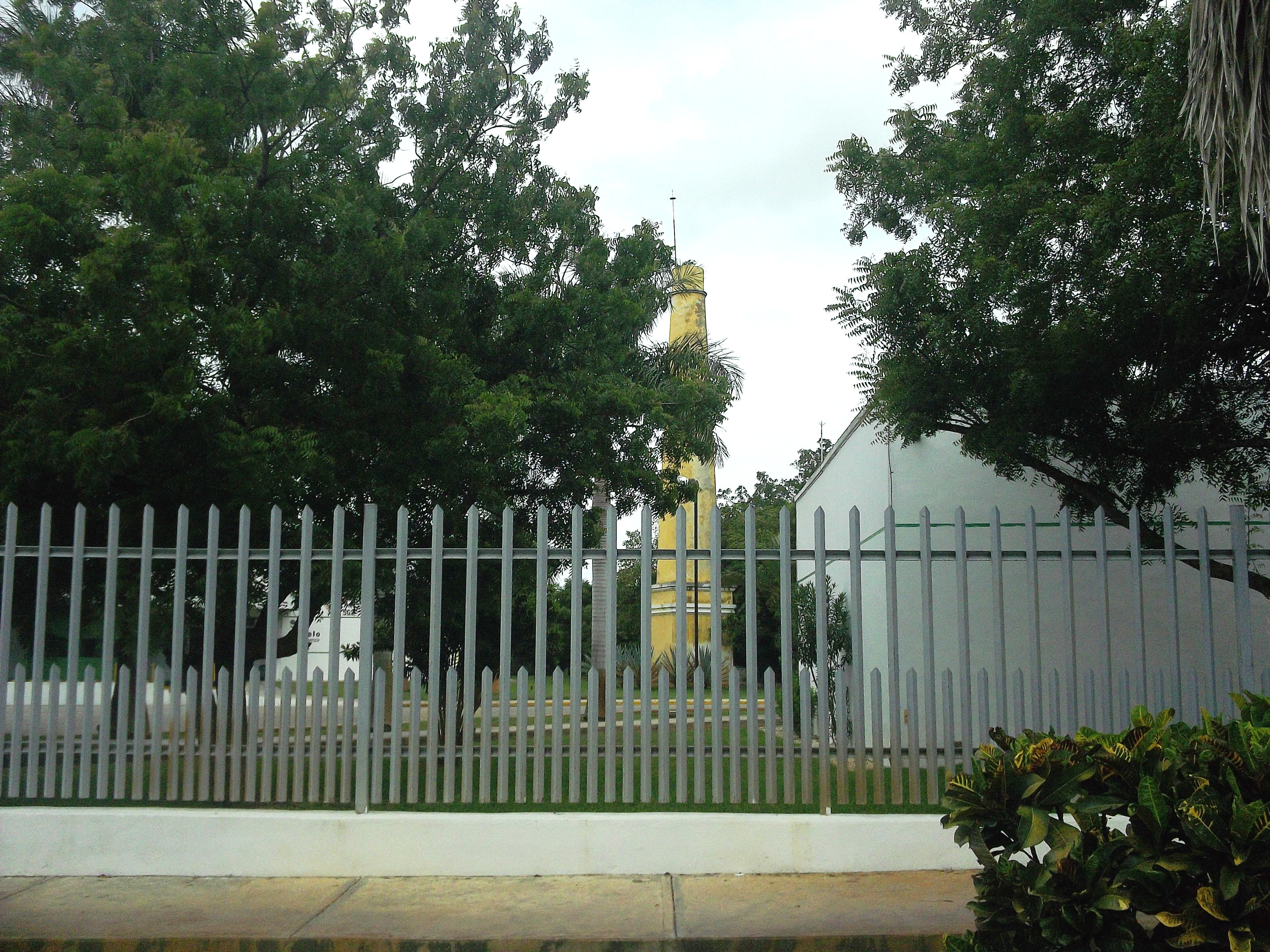
Restos del casco de la hacienda.
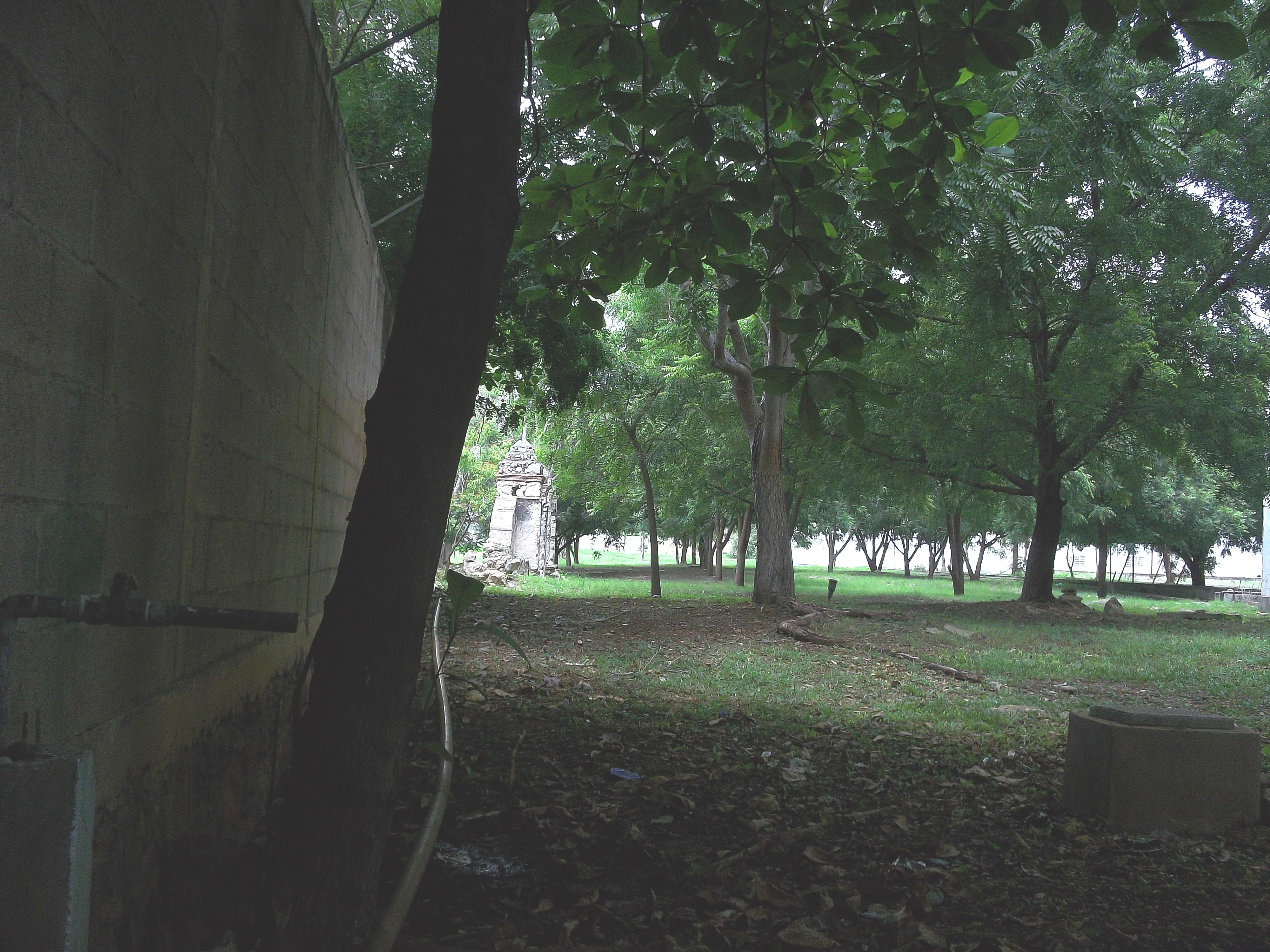
Arco de la hacienda.
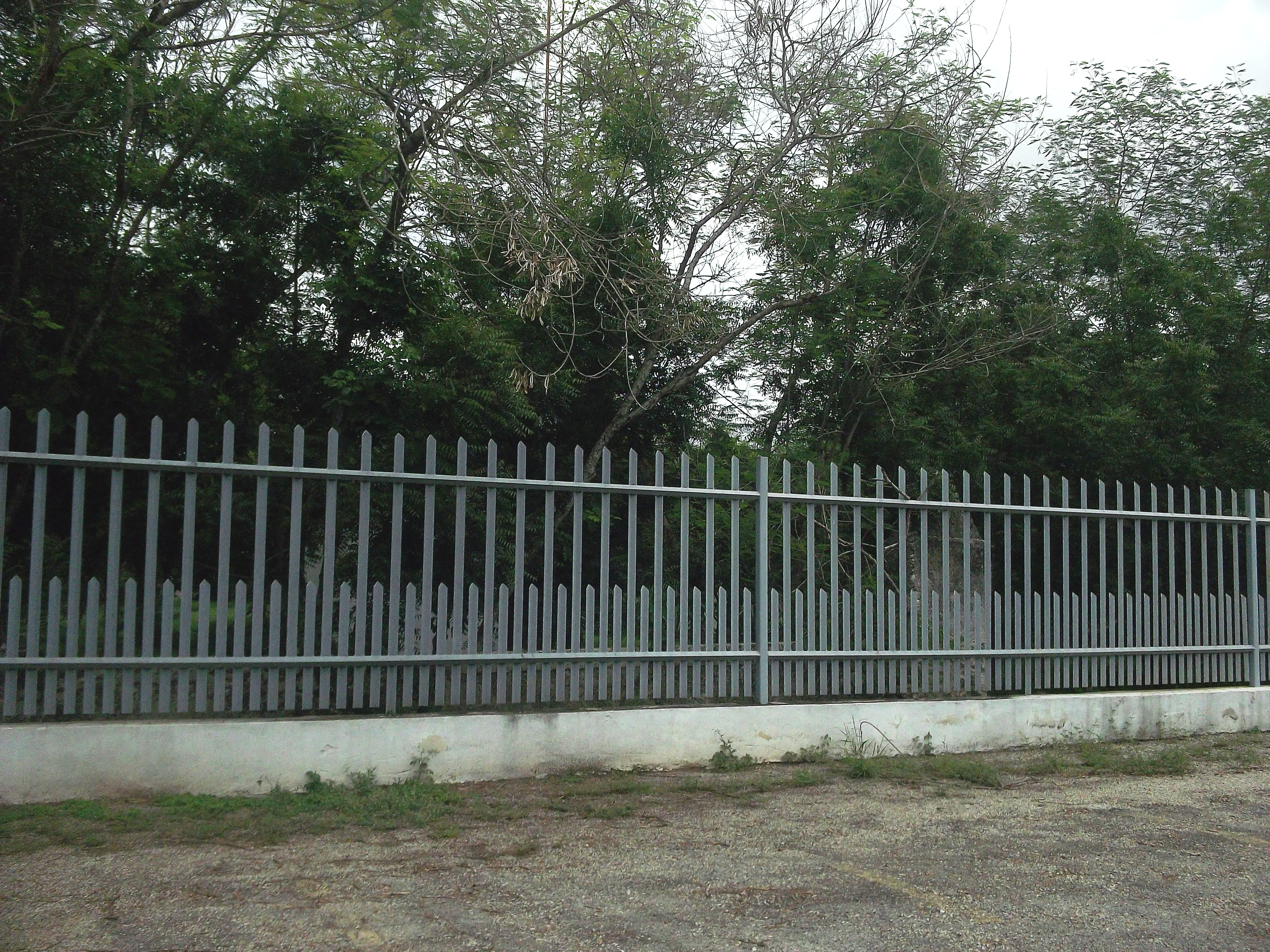
Restos de la entrada.
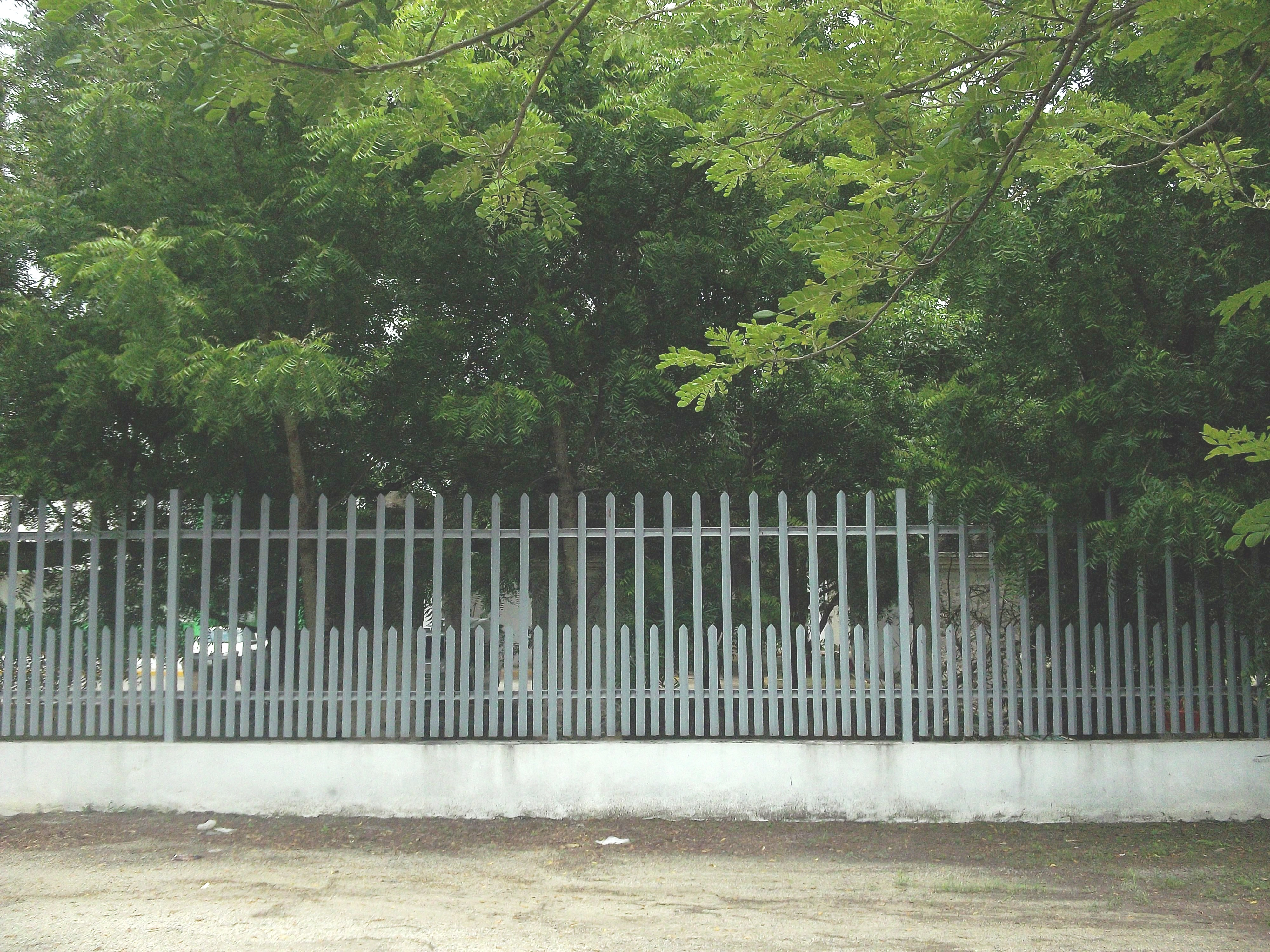
Restos de la entrada.
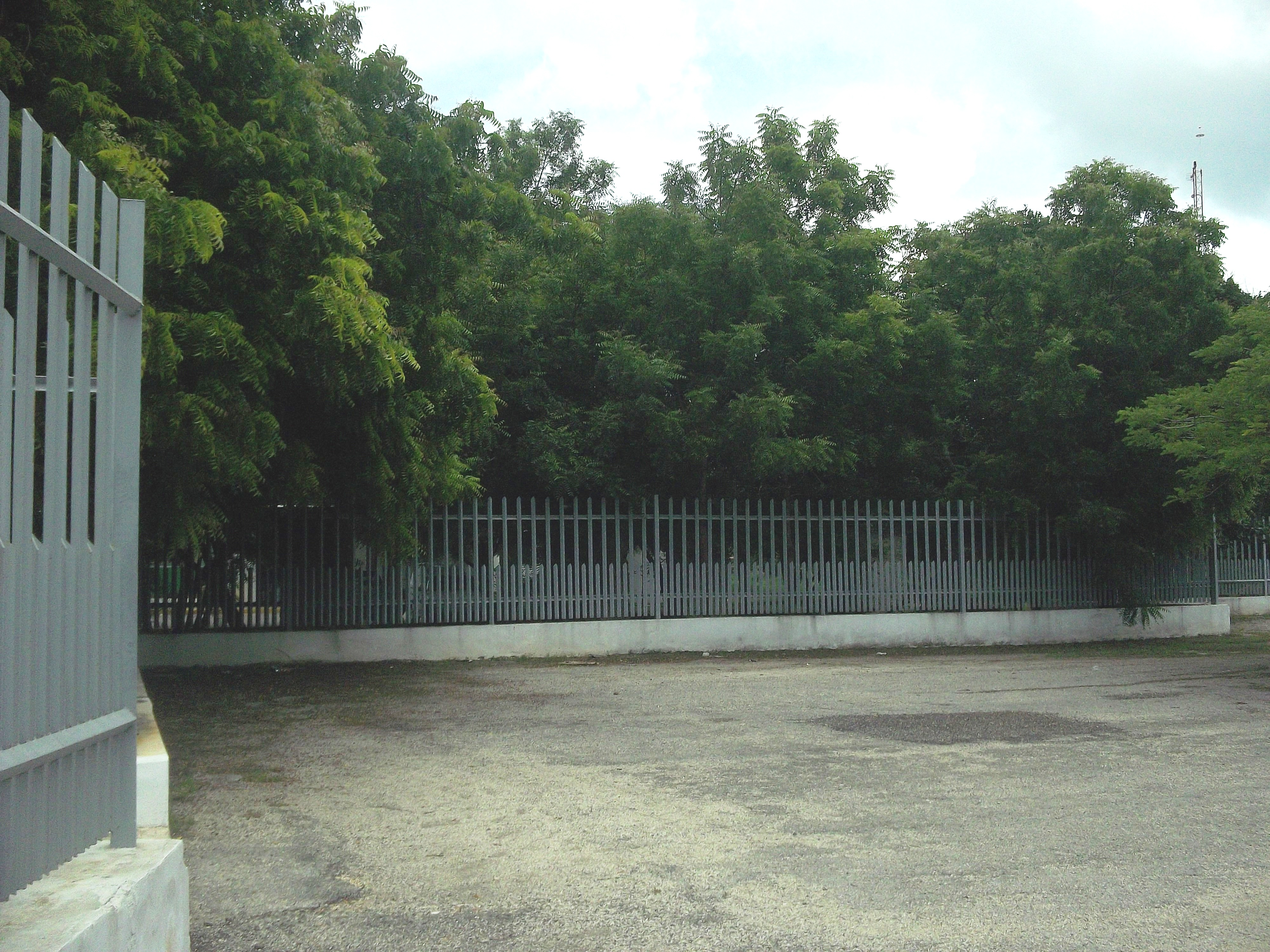
Restos de la entrada.
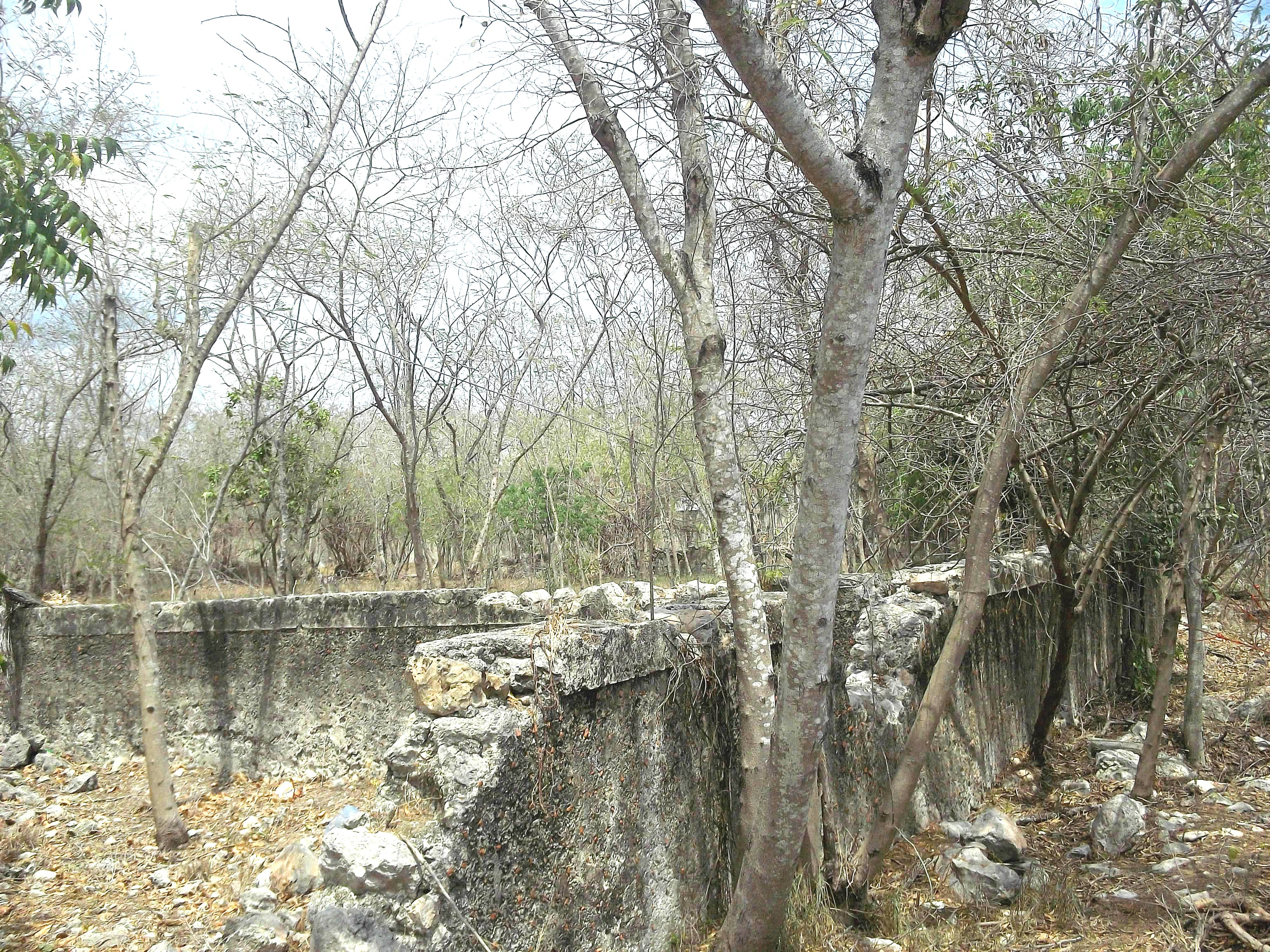
Corrales.
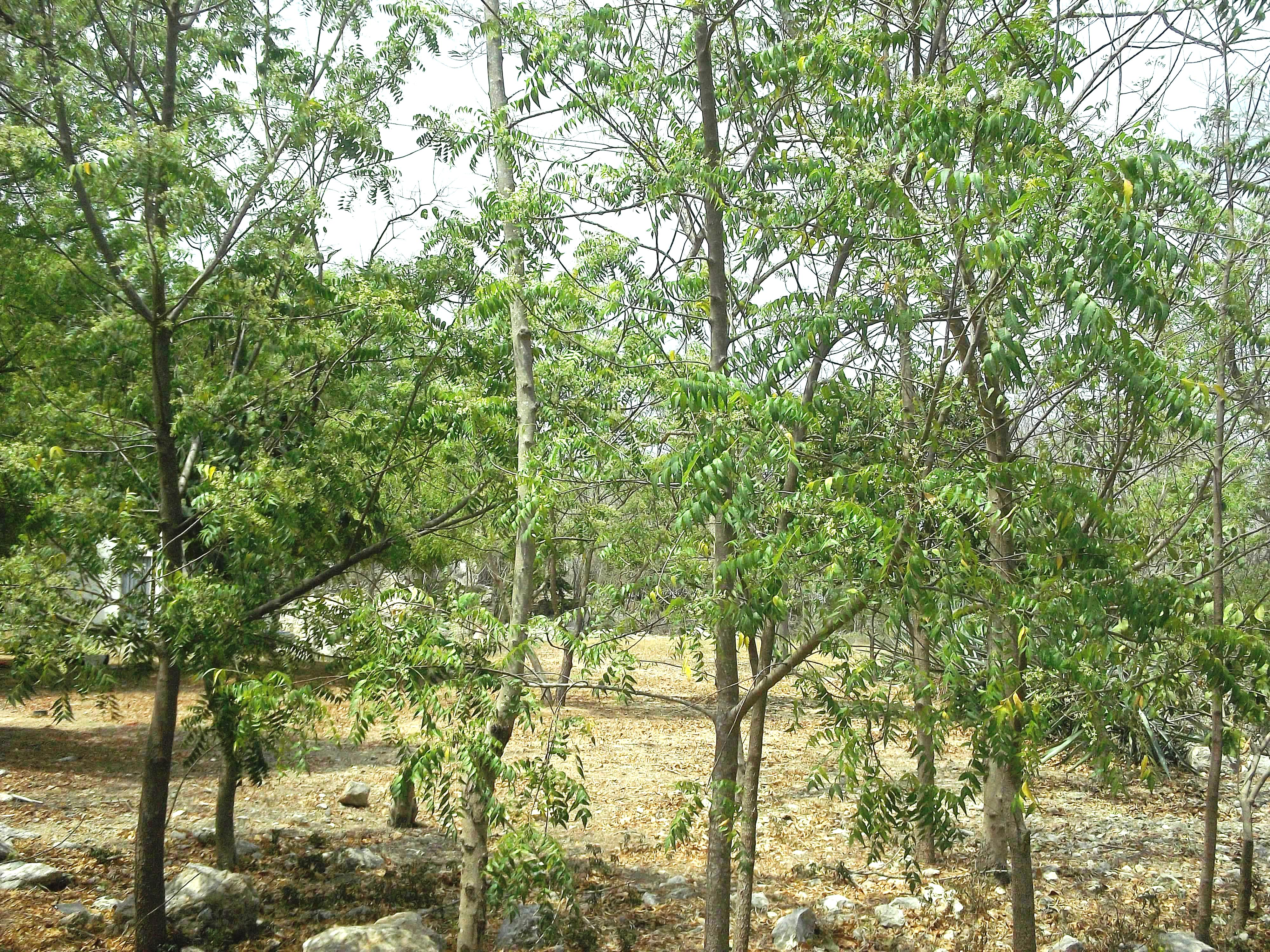
Restos de la casa principal.
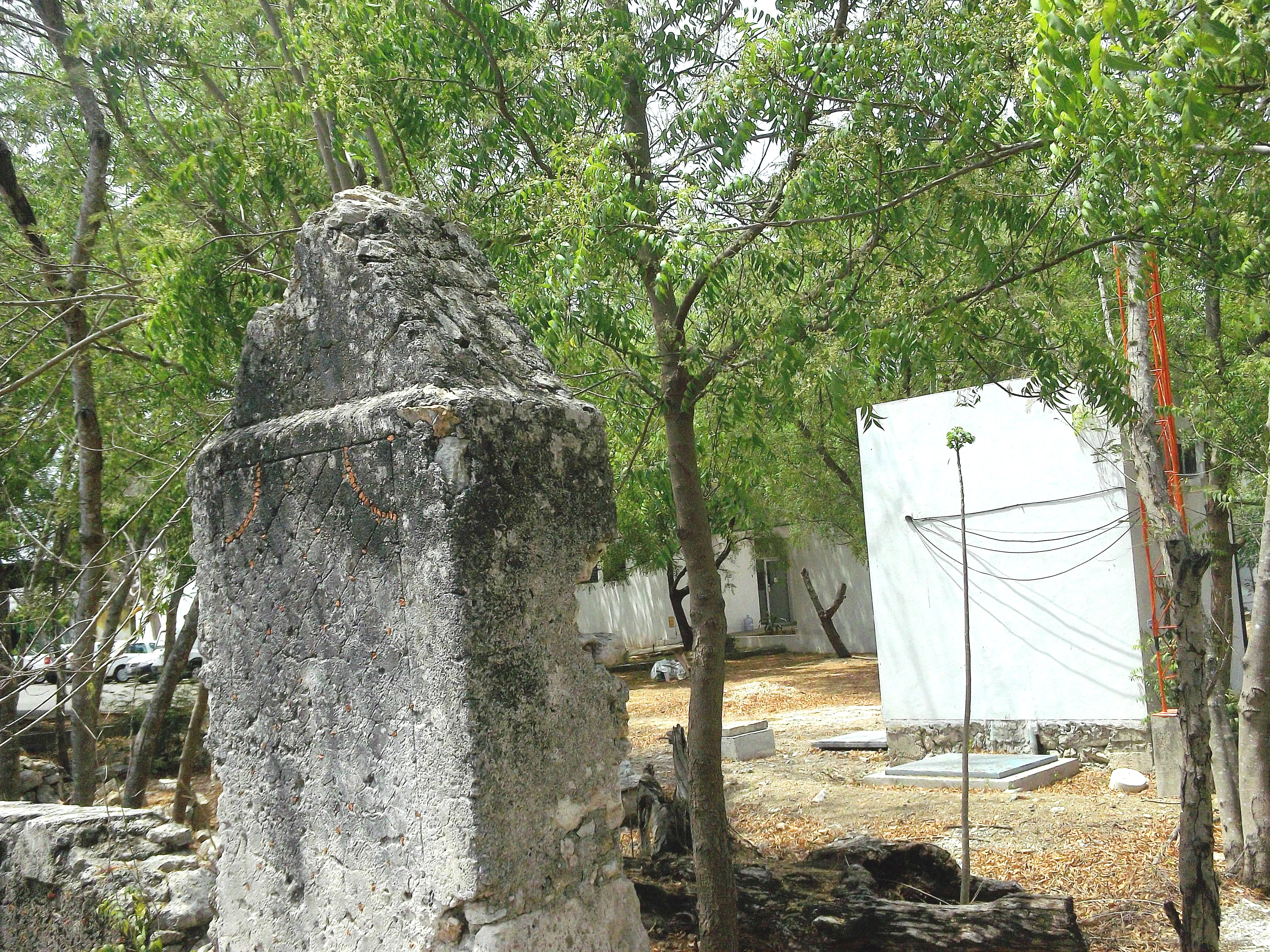
Restos de la entrada.
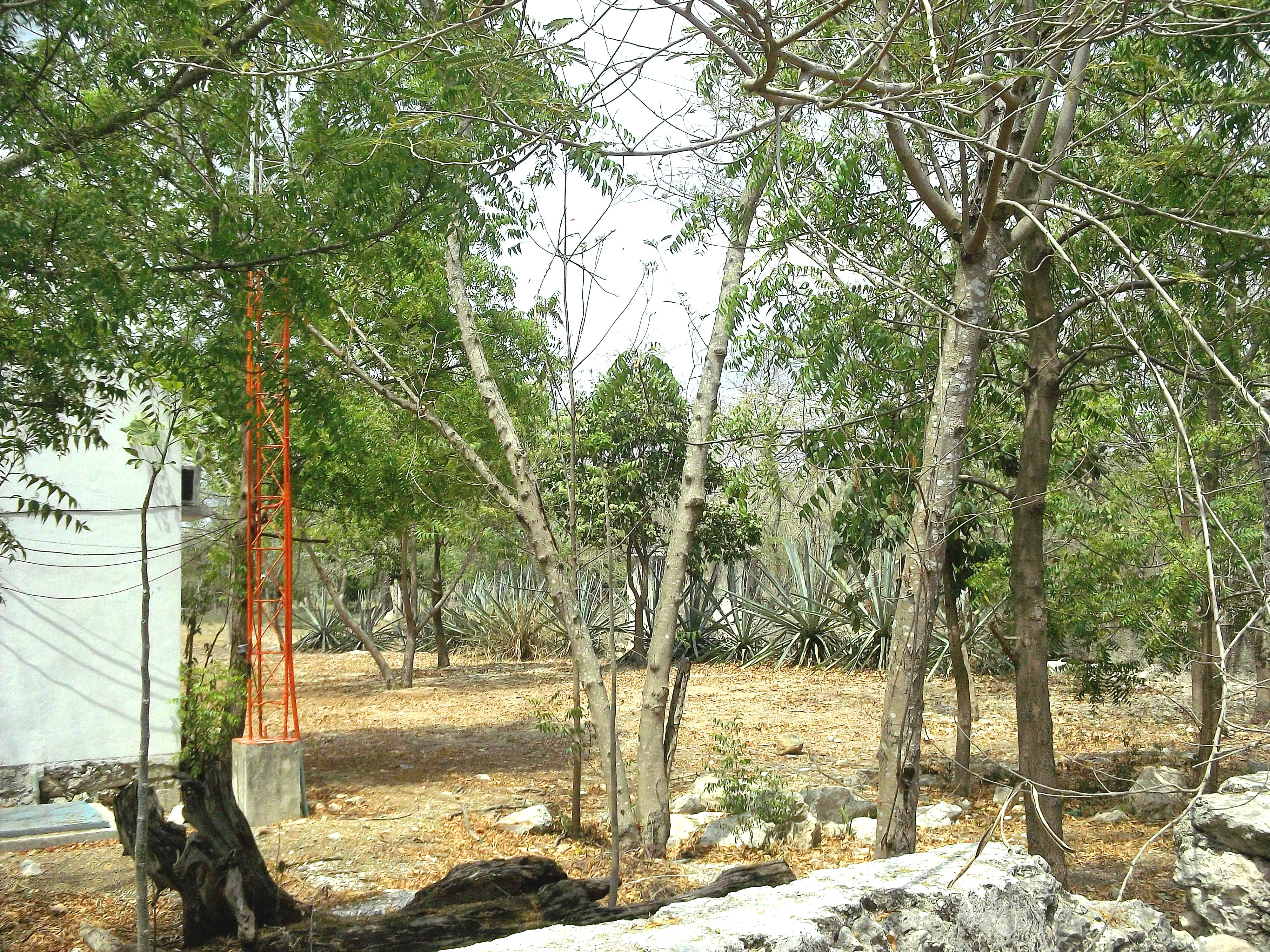
Restos de la entrada.
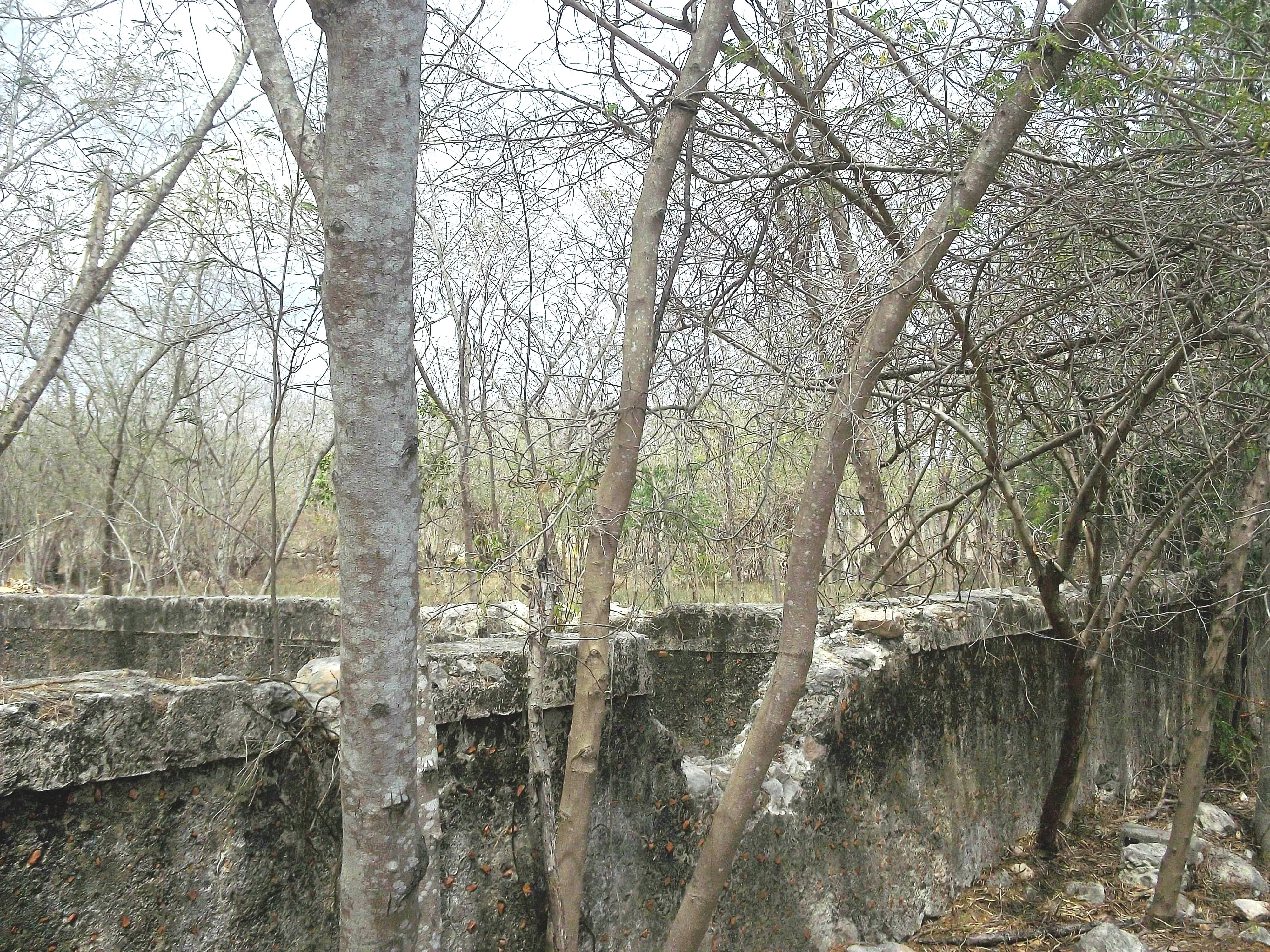
Corrales y arco.
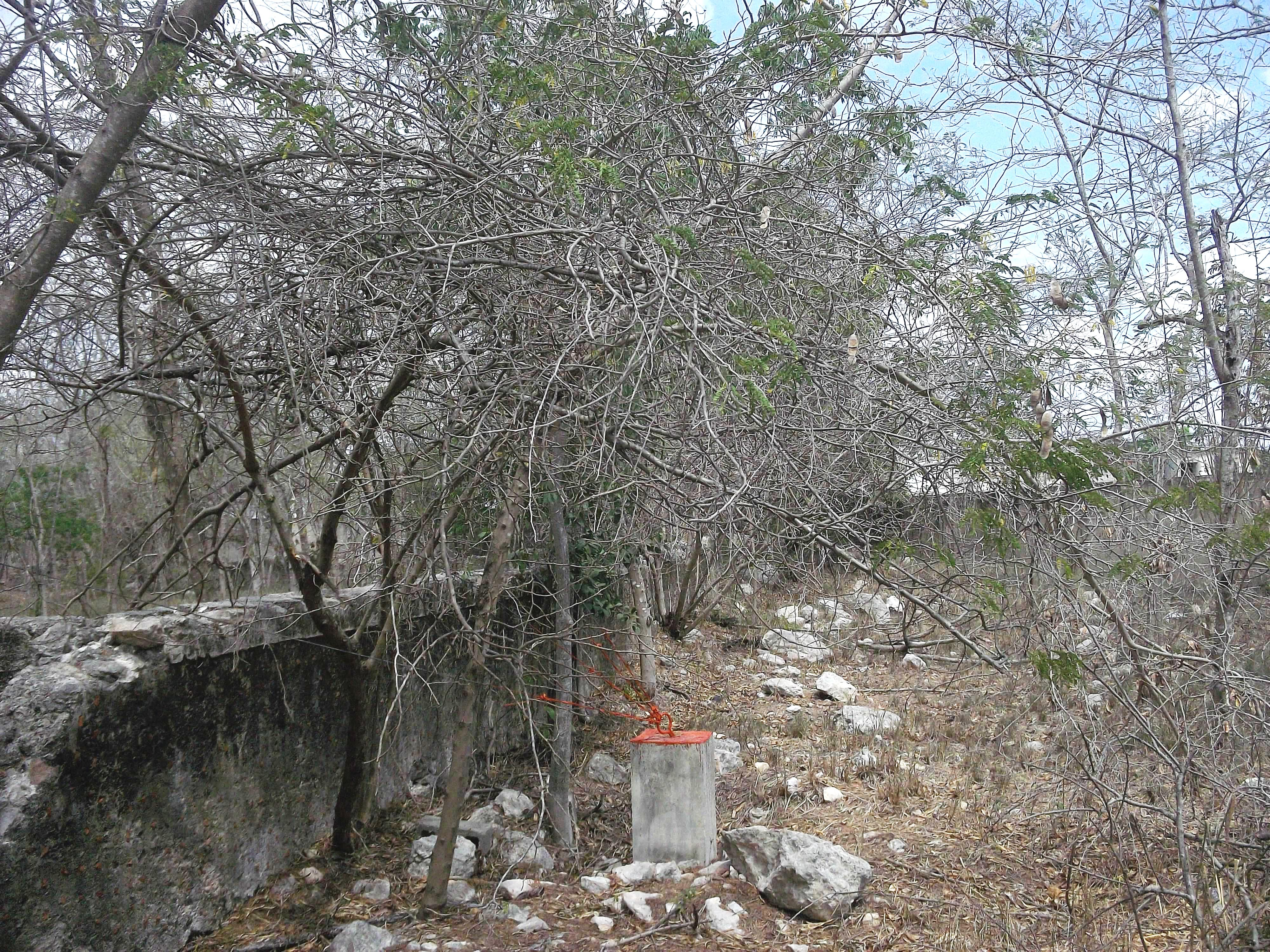
Corrales.